# Ostichthys acanthorhinus
Az Ostichthys acanthorhinus a sugarasúszójú halak (Actinopterygii) osztályának nyálkásfejűhal-alakúak (Beryciformes) rendjébe, ezen belül a mókushalfélék (Holocentridae) családjába tartozó faj.

## Előfordulása
Az Ostichthys acanthorhinus elterjedési területe a Csendes-óceán, az Indiai-óceán, a Vörös-tenger és az Ománi-öböl. Indonéziáig megtalálható.

## Megjelenése
Ez a hal legfeljebb 11,2 centiméter hosszú.

## Életmódja
Az Ostichthys acanthorhinus trópusi, mélytengeri hal, amely a korallzátonyokon vagy azok közelében él. 272-291 méteres mélységekben tartózkodik. A selfterületeket részesíti előnyben.